# Arabesque (album)
Pour les articles homonymes, voir Arabesque.
Albums de Jane Birkin
À la légère
(1999) Rendez-vous
(2004)
Arabesque est un album live de Jane Birkin, sorti en 2002.
Il s'agit d'un concert enregistré au Théâtre de l'Odéon en mars 2002 et issu de la rencontre entre Jane Birkin et le groupe Djam and Fam. La plupart des titres sont des chansons de Serge Gainsbourg, arrangées par le violoniste algérien Djamel Benyelles, fondateur et leader du groupe Djam and Fam. Le titre de l'album, qui désigne un motif décoratif de la civilisation arabo-musulmane, fait allusion à la tonalité orientale des arrangements.
Jane Birkin y récite un texte de son neveu, Anno, poète et membre du groupe de rock anglais "Kicks Joy Darkness", décédé peu de temps auparavant dans un accident de voiture dans les environs de Milan (Italie) où ils étaient allés enregistrer.
La première d'Arabesque avait eu lieu le 22 juillet 1999 à 23h dans la cour du Musée Calvet à Avignon et diffusée en direct sur France Culture. La production du spectacle avait été assurée par Laure Adler.
L'Album fut un succès commercial et sera certifié disque d'or en 2003 par le SNEP pour plus de 100 000 exemplaires vendus en France.

## Liste des titres
| No  | Titre                                     | Durée |
| --- | ----------------------------------------- | ----- |
| 1.  | Élisa                                     |       |
| 2.  | Et quand bien même                        |       |
| 3.  | L’amour de moi                            |       |
| 4.  | Couleur café                              |       |
| 5.  | Anno ‘Close to the river’                 |       |
| 6.  | Dépression au-dessus du jardin            |       |
| 7.  | Valse de Melody                           |       |
| 8.  | Haine pour aime                           |       |
| 9.  | Amours des feintes                        |       |
| 10. | She left home (instrumental)              |       |
| 11. | Les dessous chics                         |       |
| 12. | Les clés du Paradis                       |       |
| 13. | Fuir le bonheur de peur qu’il ne se sauve |       |
| 14. | Comment te dire adieu                     |       |
| 15. | Baby alone in Babylone                    |       |
| 16. | La javanaise                              |       |

## Musiciens
- Djamel Benyelles : violon
- Fred Maggi : piano, claviers
- Amel Riahi el Mansouri : luth
- Aziz Boulaaroug : percussions
- Moumen : voix